# Secondo messaggero
In biologia molecolare si definisce secondo messaggero quella famiglia eterogenea di molecole, soprattutto di origine organica e in misura minore anche inorganica, che permettono all'interno della cellula il trasferimento, o la trasmissione o la regolazione di meccanismi biochimici che hanno la funzione di regolare l'attività biologica della cellula.
Il secondo messaggero è una molecola che viene rilasciata o attivata a seguito del legame del ligando con il proprio recettore. Di solito, il legame del ligando con il recettore ne causa una variazione conformazionale che innesca una reazione a catena che attiva il secondo messaggero. Il rilascio di questo permette l'attivazione di molecole intracellulari che regolano l'attività della cellula.

## Scoperta
L'ipotesi di un messaggero intracellulare viene elaborata per la prima volta nel 1957, grazie agli studi di Earl Wilbur Sutherland che gli consentirono nel 1959 di scoprire il cAMP e di essere premiato nel 1971, per tale scoperta, con il premio Nobel.

## Tipologia di secondi messaggeri
Attualmente sono riconosciute tre principali famiglie di secondi messaggeri:
- Molecole idrofobiche: diacilglicerolo e fosfatidilinositolo con i suoi derivati;
- Molecole idrofile: cAMP, cGMP, IP3 e il Ca2+;
- Molecole gassose: l'ossido nitrico (NO) e il monossido di carbonio (CO).

| Controllo di autorità | LCCN (EN) sh89000819 · GND (DE) 4243447-6 · J9U (EN, HE) 987007539221105171 |